# Sceliphron
Sceliphron es un género de himenópteros apócritos de la familia Sphecidae con treinta y cinco especies. Está distribuido por todo el mundo, excepto en las regiones polares.

## Biología y ecología
Son solitarios y construyen nidos hechos de barro, por eso se los denomina genéricamente picapedreros. Los nidos se suelen construir en zonas de sombra, a menudo en el interior de puertas o ventanas. La construcción del nido corre a cargo de la hembra, que puede construir una celdilla por día. El barro es trasladado desde su punto de origen hasta el nido mediante decenas de viajes de la hembra. 
Las hembras añaden nuevas celdas al nido una por una, a medida que las aprovisionan y depositan los huevos. Se aprovisionan los nidos con arañas como alimento para las larvas. Cada celda de barro contiene un huevo y varias presas. Las hembras suelen poner alrededor de quince huevos durante toda su vida. El nido puede ser parasitado por varias avispas parasíticas de la familia Chrysididae, que aprovechan la ausencia de la hembra para colarse dentro del nido y depositar sus huevos (parásitos de puesta). 
Al igual que otros géneros de insectos, contiene muchas especies tropicales. Las especies más comunes de las zonas templadas son S. caementarium, S. sprifex y S. curvatum. 
Como otras avispas solitarias, los Sceliphron no son agresivos si no son maltratados. Son considerados beneficiosos debido a su control de la población de arañas, aunque las propias arañas pueden ser también beneficiosas en el control de otras plagas. Especies como Sceliphron curvatum son invasoras en algunas partes de Europa, donde se ha observado un rápido incremento de su distribución en los últimos años.

## Especies
- Sceliphron abdominale Dalla Torre 1897.
- Sceliphron arabs (Lepeletier de Saint Fargeau, 1845)
- Sceliphron argentifrons Cresson 1916.
- Sceliphron asiaticum Linnaeus 1758 (Sphex); Neotrópicos.

Localidad tipo In Indiis fue interpretada como India; sin. S. figulum.
- Sceliphron assimile Dahlbom 1843 (Pelopoeus); Texas, México e islas del Caribe.
- Sceliphron aterrimum (Marquet, 1875)
- Sceliphron benignum Smith 1859.
- Sceliphron bugabense Dalla Torre 1897.
- Sceliphron caementarium Drury 1773 (Sphex): América del Norte, llegó a Europa y las islas del Pacífico durante los años 70.
- Sceliphron caucasicum Dalla Torre 1897.
- Sceliphron coromandelicum Lepeletier 1845.
- Sceliphron chilensis Spinola 1851.
- Sceliphron curvatum Smith 1870; Asia, en Europa desde la década de los 70.
- Sceliphron cyclocephalum Dalla Torre 1897.
- Sceliphron deforme Smith 1856; Asia, citado en Europa desde 2004.
- Sceliphron destillatorium Illiger 1807; Sur de Paleártico.
- Sceliphron fasciatum (Lepeletier de Saint Fargeau, 1845)
- Sceliphron fervens (F. Smith, 1858)
- Sceliphron fistularium Dahlbom 1843; Neotrópicos.
- Sceliphron formosum Smith 1856; Australia.
- Sceliphron fossuliferum (Gribodo, 1895)
- Sceliphron funestum Kohl, 1918
- Sceliphron fuscum Klug, 1801
- Sceliphron imflexum Sickmann 1894.
- Sceliphron intermedium Dalla Torre 1897.
- Sceliphron intrudens (F. Smith, 1858)
- Sceliphron isaaci Jha and Farooqi, 1995
- Sceliphron jamaicense Fabricius 1775; México, Islas del Caribe.
- Sceliphron javanum Lepeletier 1845.
- Sceliphron laetum Smith 1856; Australia.
- Sceliphron madraspatanum Fabricius 1781; Mediterráneo.
- Sceliphron murarium (F. Smith, 1863)
- Sceliphron nalandicum Strand 1915.
- Sceliphron neobilineatum Jha and Farooqi, 1995
- Sceliphron paraintrudens Jha and Farooqi, 1995
- Sceliphron pietschmanni Kohl, 1918
- Sceliphron quartinae Gribodo 1884.
- Sceliphron rectum Kohl, 1918
- Sceliphron rufiventre Dalla Torre 1897.
- Sceliphron rufopictum (F. Smith, 1856)
- Sceliphron seistaniensis Jha and Farooqi, 1995
- Sceliphron shestakovi Gussakovskij, 1928
- Sceliphron soror Dalla Torre 1897.
- Sceliphron spirifex Linnaeus 1758 (Sphex); África, Sur de Europa.
- Sceliphron (m.) tubifex Latreille 1809; Mediterráneo.
- Sceliphron unifasciatum (F. Smith, 1860)

## Imágenes

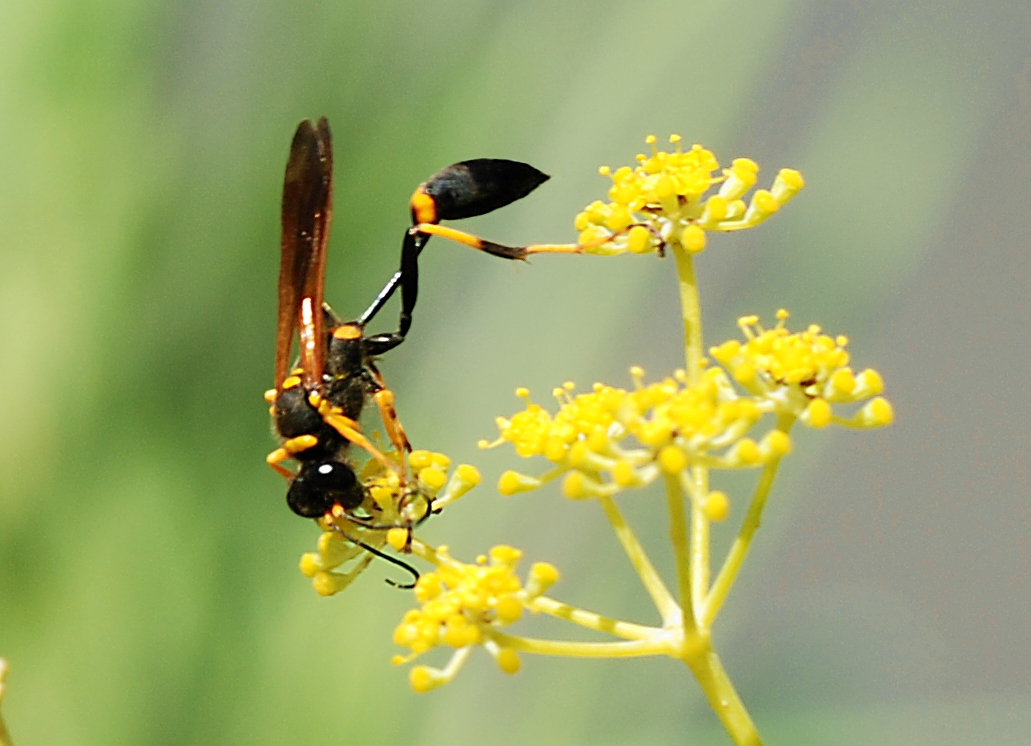
S. caementarium
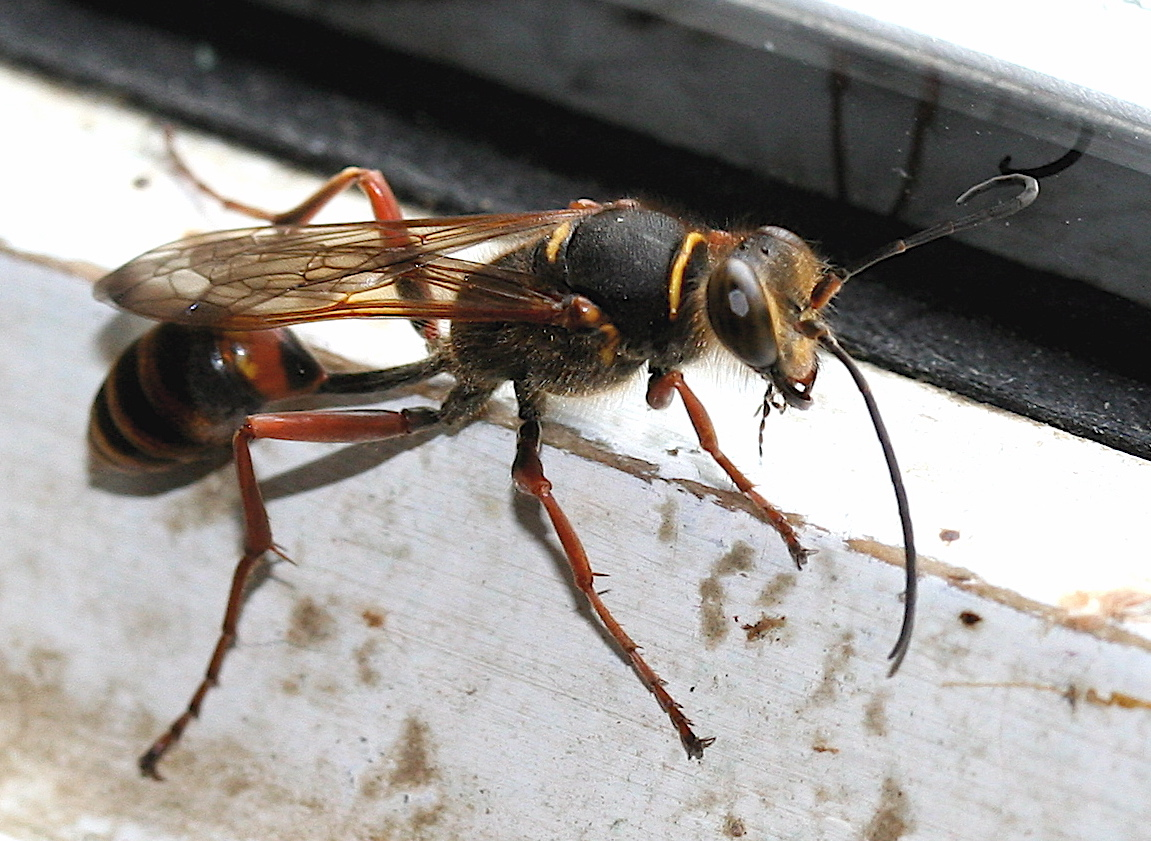
S. curvatum
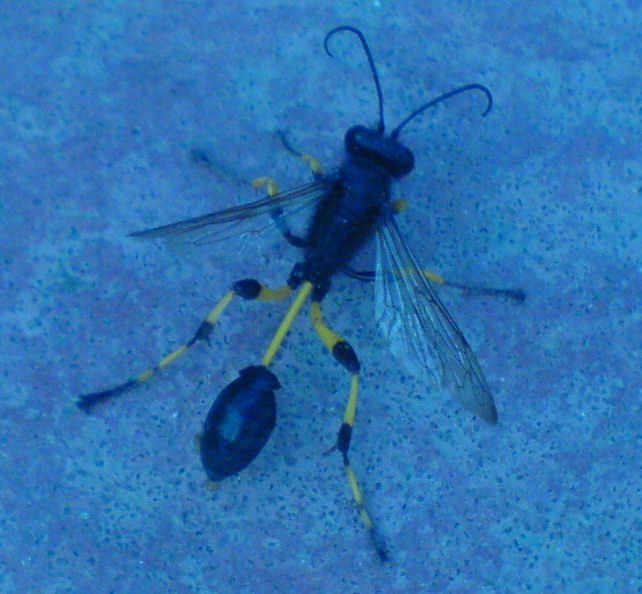
S. spirifex
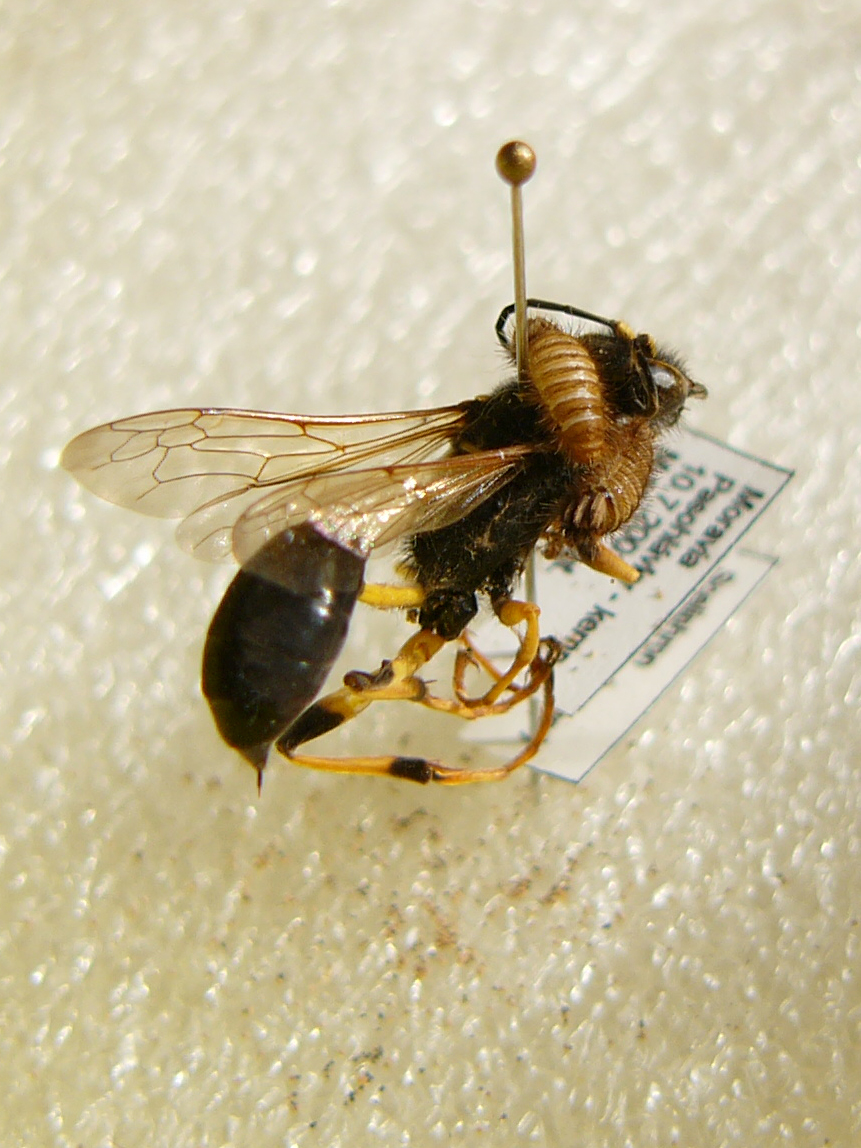
S. destillatorius
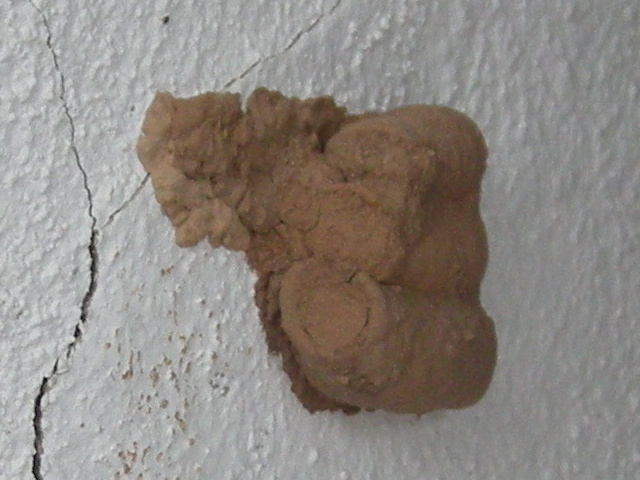
Nido de Sceliphron.